# Mahmūdābād
Mahmūdābād är en ort i Indien.   Den ligger i distriktet Sītāpur och delstaten Uttar Pradesh, i den norra delen av landet, 400 km öster om huvudstaden New Delhi. Mahmūdābād ligger 129 meter över havet och antalet invånare är 45 921.
Terrängen runt Mahmūdābād är mycket platt. Runt Mahmūdābād är det tätbefolkat, med 476 invånare per kvadratkilometer. Mahmūdābād är det största samhället i trakten. Trakten runt Mahmūdābād består till största delen av jordbruksmark.